# 白金石
白金石（1999年—），男，中国国际象棋棋手，国际象棋特级大师。

## 生平
2019年获得 “上海海湾杯”2019国际象棋国际新人王赛冠军。